# 喜多洲山
喜多洲山（きた しゅうざん、旧名：喜多修司、1953年3月6日 - ）は、日本の経営コンサルタント。株式会社喜望大地代表取締役会長。

## 経歴
徳島県吉野川市出身。
関西大学商学部中退後、家業の小売業に従事する。年商1億円から50億円まで事業を拡大し、ベンチャー・キャピタル4社から出資を受けIPOを目指したが、負債30億を抱え経営危機に陥る。組織再編とM&Aにて事業を再生した後、経営責任を取り退任。
2005年、喜望大地経営株式会社を創業、経営コンサルティングに従事する。
経営・事業再生・M&A、ベンチャー育成などのコンサルティング活動や、東京・大阪を中心としたセミナーの開催、メールマガジン・著書の執筆などの活動をしている。

## 略歴
- 1953年 徳島県吉野川市出身
- 2005年 株式会社喜望大地を創業
- 2007年 認定事業再生士（CTP）取得[3]
- 2008年 立命館大学経営大学院（ビジネススクール）入学、経営管理を専攻、企業経営コース創造人材プログラムにてMBA取得を目指す
- 2011年 立命館大学経営大学院でMBA取得

## 著書
- 『銀行にカネは返すな!』2008年10月 フォレスト出版 ISBN 978-4894513204
- 『事業再生家―会社が蘇った奇跡の物語』2011年2月 出版文化社 ISBN 9784883384488
- 『あなたの会社をお救いします　事業再生総合病院』2011年11月 幻冬舎 ISBN 4344020987
- 『ハイリスク金融商品に騙されるな！	損失を取り戻して解約を進めるノウハウ!』2012年5月 PHP研究所 ISBN 978-4-569-80485-9
- 『社長最後の大仕事。借金があっても事業承継』2014年3月 ダイヤモンド社 ISBN 978-4-478-02743-1